# محمد الخليوي (دبلوماسي)
محمد عبد الله الخليوي (مواليد 1961) يعود نسبه الى قبيلة شمر من سنجارة من القني من الصقر من المكيمل وهو دبلوماسي سابق للمملكة العربية السعودية. عمل في الامم المتحدة عام 1994.

## نشاته
ولد الخليوي عام 1961 ودرس في جامعة الملك سعود. بدأ حياته الدبلوماسية عام 1985 في وزارة الخارجية وترقى إلى ان أصبح المندوب الأول في بعثة المملكة للأمم المتحدة عام 1992.

## انشقاقه عن السعودية
في عام 1994 ارتد الخليوي للولايات المتحدة الأمريكية. احضر معه 14,000 وثيقة قال إنها تظهر فساد وانتهاكات لحقوق الإنسان من قبل السعودية. من ضمن الاتهامات التي وجهها الخليوي هي ان 35% من قيمة أي شراء لأسلحة يجب أن تذهب لدعم الاقتصاد المحلى (أي السعودي) ولكن الخليوي يقول ان آل سعود تتقاضه هذه ال35% وتعتبرها «رسوم شرائية».
من الاتهامات الأخرى دعم آل سعود لحركة حماس ولنظام صدام حسين.
بعدها طلب الخليوي اللجوء السياسي في أمريكا بحجة انه مهدد من قبل السعودية. وقال الخليوي ان النظام السعودي حاول اغتياله وقيل ان أمير الرياض سلمان بن عبد العزيز قال لافراد من عائلته «قولوا لقريبكم هذا انه بامكاننا القبض عليه حتى في أمريكا، بامكاننا القبض عليه حتى لو ذهب إلى القمر».